# Acumispora
Acumispora är ett litet släkte av svampar som förekommer i Syd- och Mellanamerika. Släktet ingår i divisionen sporsäcksvampar och riket svampar. Släktet beskrevs 1980 av Takashi Matsushima, då han även beskrev tre arter. År 2007 och 2017 beskrevs ytterligare två arter.

## Arter inom släktet
Enligt Global Biodiversity Information Facility:
- Acumispora biseptata Matsush., 1980
- Acumispora phragmospora Matsush., 1980
- Acumispora uniseptata Matsush., 1980
- Acumispora verruculosa Heredia, R.F.Castañeda & R.M.Arias, 2007
- Acumispora delicata P.M.O.Costa, Malosso & R.F.Castañeda, 2017